# Ataraxie
L'ataraxie (du grec ἀταραξία, signifiant « absence de troubles ») est une notion qui apparaît d'abord chez Démocrite et qui désigne la tranquillité de l’âme ou encore la paix de cette dernière résultant de la modération et de l’harmonie de l'existence.
L’ataraxie devient ensuite le principe du bonheur (eudaimonia) dans le stoïcisme, l'épicurisme et le scepticisme. Elle consiste en un état de profonde quiétude, impliquant l’absence de tout trouble ou souffrance.

## Définition
L'état d'ataraxie est définissable par l'absence de trouble, mais ce n'est pas uniquement une affaire mentale.  La recherche d'une paix intérieure dépend pour ces trois mouvements de l’étude rationnelle d’une éthique, d’une physique et d’une logique, qui sont les trois parties de la philosophie. Il faut aussi souligner l'importance des exercices corporels dans ces doctrines afin de mieux faire apparaître la relation complexe entre le corps et l'esprit : "Il faut s'exercer au froid, à la chaleur, à la soif, à la faim, aux maigres rations ... à la patience dans la souffrance" Musonius rufus . L'ataraxie est en effet liée à l'aponie ou absence de troubles corporels. Selon Épicure, ces deux états liés mènent à l'euthymie.
Elle ne doit pas être confondue avec l'apathie ni l'anhédonie.

## Dans les philosophies de l'Antiquité

### Scepticisme
Au sein de l’école sceptique, et notamment chez Sextus Empiricus, l’ataraxie est le résultat de l’épochè, la suspension de l'assentiment ou du jugement. Elle consiste dans le fait, grâce à l'absence de jugements dogmatiques, de ne pas vivre les désirs et les craintes que créent les dogmatiques en imaginant que certaines choses sont bonnes et d'autres mauvaises. Les sceptiques pensent que la valeur de l'ataraxie réside dans son caractère d'absence ou de déni de connaissance, c’est-à-dire que le scepticisme prône l'idée que la connaissance n'est pas nécessaire à l'action, mais qu'au contraire ce sont nos convictions qui nous paralysent.
C’est pourquoi les sceptiques n'arrêtent pas leur réflexion sur les choses et les évènements car ils n'accordent aucun crédit ni aucune véritable certitude á l'une ou l'autre vision des choses, ce qui n'empêche nullement l'action.
Dès lors, une libération intérieure résulte de ce détachement face aux affections rencontrées au fil des jours, et permet à l'individu d'envisager la vie libérée des troubles, d'où résulte cette absence de trouble, l'ataraxie.

### Épicurisme
Pour Épicure, la réflexion sur le bonheur est incontournable car l'existence de l'humain est tout entière dominée par la recherche des causes qui le produisent. Épicure enseigne le quadruple remède (Tetrapharmakos) qui nous délivre de la peur des dieux et de la mort et qui nous permet de distinguer les désirs naturels des désirs non naturels, et les désirs nécessaires des désirs non nécessaires :

« Quand nous disons que le plaisir est notre but, nous n'entendons pas par là les plaisirs des débauchés ni ceux qui se rattachent à la jouissance matérielle, ainsi que le disent ceux qui ignorent notre doctrine, ou qui sont en désaccord avec elle, ou qui l'interprètent dans un mauvais sens. Le plaisir que nous avons en vue est caractérisé par l'absence de souffrance corporelle et de troubles de l'âme.
[…]
Il n'est pas possible de vivre de façon bonne et juste, sans vivre avec plaisir. »

Il faut viser la suffisance à soi, car ainsi la douleur provenant du manque est supprimée.
Pour Épicure, l’ amitié "est le plus grand des biens que procure la sagesse" (Maxime capitale XXVII) . Elle n’existe donc qu’entre les sages et elle est essentielle pour atteindre l'ataraxie et l'aponie. Dans le jardin d'Épicure, seuls les vrais amis sont présents, ce qui écarte tout trouble de l'âme.

### Stoïcisme
Pour les adeptes du stoïcisme (chez Epictète elle apparaît comme le complément de l'apatheia, l'absence de passion), l'ataraxie désigne un état acquis grâce à la méditation et un travail sur soi, notamment l'étude de leur doctrine. La quiétude stoïcienne résulte de la connaissance de l'univers, animé selon eux par un air chaud (le pneuma) dans un mouvement infini et cyclique d'inspiration et d'expiration. L'éthique est ainsi imbriquée avec la physique. En méditant sur le cosmos, les stoïciens tentaient de trouver un rythme de vie calqué sur la totalité cosmique, libérée des passions négatives, qui deviennent des troubles et engendrent angoisse et colère. Ce détachement amène donc le stoïcien à considérer chaque évènement comme un moment nécessaire à la bonne marche de l'univers.

## Critique de l’ataraxie
L’ataraxie, c’est l'absence de trouble. Mais pour parvenir à cet état, il faudrait pouvoir se couper de son vécu "faire retraite en soi-même" comme le préconise Marc-Aurèle, ce qui semble difficilement réalisable. D’autre part, on peut se demander si cela est souhaitable : une vie qui élimine tout trouble ne serait-elle pas une vie insipide et monotone? Pensons au trouble amoureux chanté par les poètes et au délire "occasionné par l’amour" célébré par Platon dans le Phedre. Ou encore Marcel Proust : "Tout ce que nous connaissons de grand nous vient des nerveux. Ce sont eux et non pas d'autres qui ont fondé les religions et composé les  chefs-d'œuvre" . C’est pourquoi André Comte-Sponville écrit dans son dernier ouvrage :"vivre sans trouble? C’est une ambition que je n’ai plus". Et de citer Marcel Conche qui disait dans "La sagesse tragique" : "vivre sans passion, n’est-ce pas vivre une vie morte, être  comme éteint ?". Dans le même esprit, Fabrice Midal propose de viser "la paix" plutôt que l’ataraxie : "Elle (la paix) n’est pas l’absence de trouble mais la capacité d’entrer en relation, avec patience et douceur, avec l’ensemble de la réalité,  y compris avec sa propre rage, avec son chagrin". 
Et plus spécifiquement en neuro-psychiatrie, l'ataraxie, qualifiée de « calme d'esprit », est l'état d'une personne qui ne se laisse troubler par rien. C'est un état d'indifférence émotionnelle totale du sujet qui n'éprouve pas d'émotion émanant de lui-même et qui lui serait propre. Pour Valeria Sabater, l’ataraxie s’apparente à un trouble neurologique . Le nom du médicament anxiolytique Atarax est d'ailleurs dérivé de ce mot.